# Lužnice (okres Jindřichův Hradec)
Obec Lužnice (německy Luschnitz) se nachází v okrese Jindřichův Hradec v Jihočeském kraji, šest kilometrů severně od Třeboně. Žije zde 438 obyvatel.

## Historie

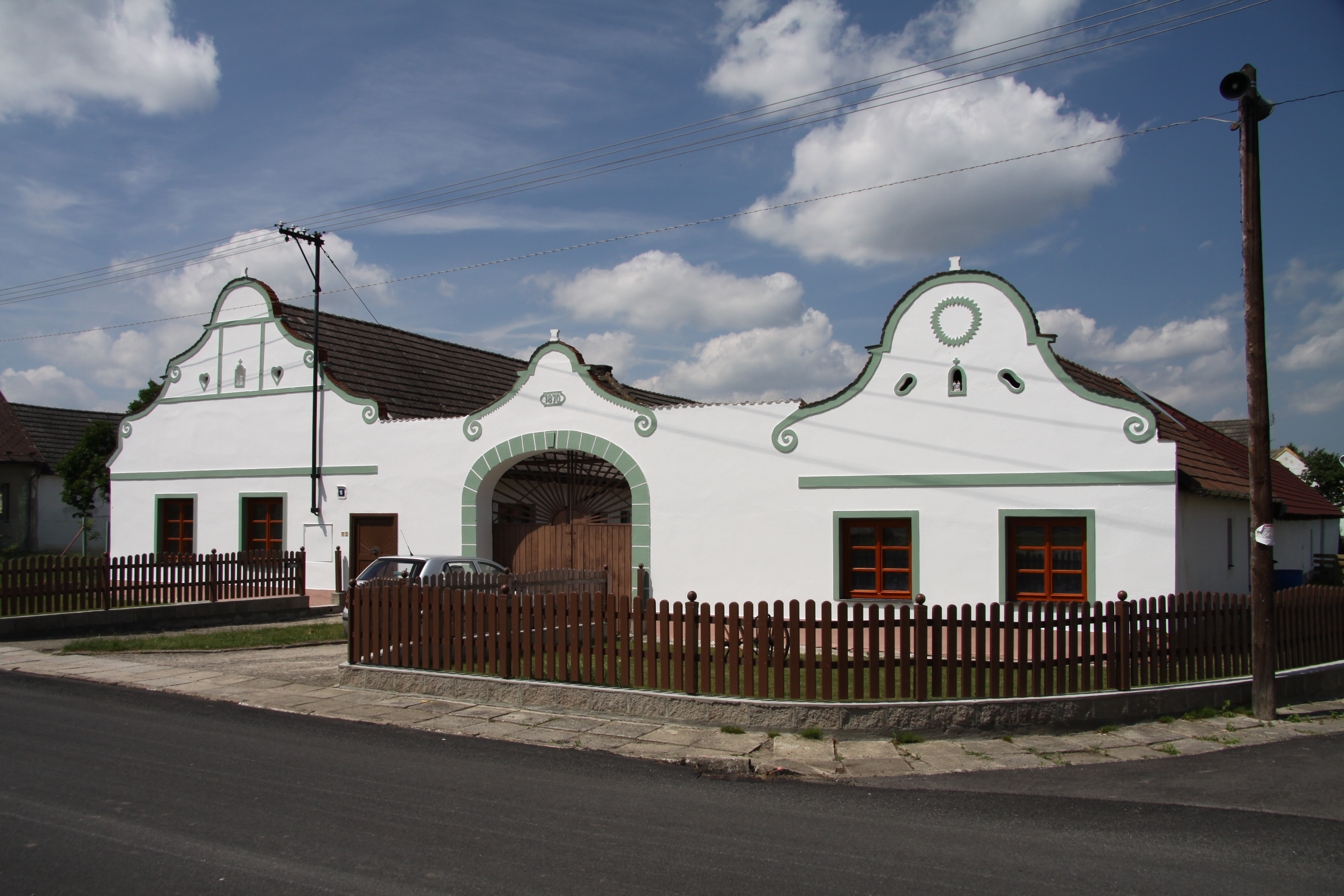
Stavení vystavěné v typu selského baroka

První písemná zmínka o existenci obce Lužnice pochází z roku 1371. V listině uložené ve Státním ústředním archivu v Praze je uváděna jako Luznicz.
Roku 1392 se připomíná Jeník Michal z Lužnice, roku 1409 Rybka z Lužnice, královský lovčí v Lomnici, jejž poslal roku 1422 Žižka do Třeboně nejspíše za příčinou vzdání se města, což se neuskutečnilo. Roku 1424 snažil se dobýt Třeboň zmíněný Rybka z Lužnice, ale smrt Žižkova dobývání zastavila. Roku 1433 odkázal panoše Jan, řečený Kbelec z Lužnice, svůj statek, což měl na dvorech a lidech v Lužnici, pro všeobecnou jistotu svému bratru Janovi, opatu kláštera třeboňského. Roku 1435 vzdala se husitská Lomnice panu Oldřichovi z Rožmberka a s ní dostala se Lužnice k panství v Třeboni. Roku 1511 osvobozeni byli obyvatelé Lužnice od úmrtí. Asi v polovině 15. století měla vesnice 6 lánů 1 věrtel polí, bylo tu 25 hospodářů se sedmi lány 3 věrtelů. Za třicetileté války byla obec úplně vypálena a pustá, takže roku 1625 tu nebylo živé duše. Pomalu bylo shledáváno rozprchlé obyvatelstvo a domy za pomoci panství zase stavěny a role vzdělávána. V roce 1630 měla Lužnice ještě 6 spálenišť, v roce 1654 bylo zde dosud jen 14 usedlých. V roce 1660 připadla obec Schwarzenbergům. Roku 1840 bylo v Lužnici 49 domů, 98 rodin se 449 obyvateli.

### Historický vývoj od 19. století do současnosti
V 19. století byla velkým počinem v obci stavba první samostatné budovy školní v letech 1830–1833. Velikým zásahem do života obce byla také výstavba železniční tratě v letech 1869–1872 a jak uvedeno v kronice obce, pracovali zde i dělníci z Lužnice, též chalupníci a sedláci, kteří s potahem dováželi ze vsi písek do malty na klenutí kanálů a odváželi vykopanou zem z hlubších průpichů. V té době bylo zde hodně peněz a v hospodách veselo. Hospodu v těch letech míval vždy starosta, a když byl zvolen nový, stěhovala se k němu hospoda.
Velká povodeň přišla roku 1890. V začátku září přišel prudký déšť a pršelo nepřetržitě pět dní a z Rakous se přihnala povodeň, že podobné nebylo pamětníka. Voda zaplavila louky i les v Potěšile, utvořila jedno jezero až ke Kleci, louky v Potěšile zanesla pískem až do jednoho metru a zaplavila i stavení kolem řeky. Škoda způsobená v katastru Lužnice byla ve výši 20 000 zlatých. Celkem povodeň trvala 8 týdnů.
V roce 1900 při sčítání bylo v obci napočítáno 86 domů, 120 rodin, 588 lidí a to 290 mužů a 298 žen. Dále 12 koní, 645 kusů hovězího dobytka, 189 kusů vepřového, 16 koz, 52 úly včel, 1258 slepic, 156 hus a 8 kachen. V roce 1909 vyhovělo Ředitelství drah žádosti obcí Lužnice a Přeseka o povolení zastávky. Její název byl zastávka Lužnice a poprvé zde stavěl vlak 16. května 1909 a byl přivítán obrovským množstvím lidí (na 3 000 domácích i cizích).
První světová válka v letech 1914–1918 zasáhla citelně do života Lužnice. Bída a drahota ovlivnila život v obci, na konci války navíc zasáhla také Lužnici epidemie „španělské chřipky“, na niž zemřeli v obci tři lidé. O život přišlo ve válce 23 mužů.
V roce 1922 byla dokončena stavba elektrárny pod hrází rybníka Rožmberk. Nový železobetonový most byl postaven při regulaci řeky nákladem 443 000 Kč. Byl 36 metrů dlouhý a postaven na místě bývalého mostu dřevěného, kde před tím až do roku 1821 bývala valcha či tkalcovna, jež byla povodní stržena. Nová, na tehdejší dobu moderní, budova školy byla postavena v roce 1931 celkovým nákladem 443 000 Kč.
Druhá světová válka v roce 1939–1945 nepřinesla oběti na životech kromě notáře Františka Bosáka, který zemřel krátce po návratu z koncentračního tábora a Bohuslava Vodvářky, ten byl zastřelen v Praze během revolučních dní v roce 1945. I v Lužnici se ale našli zrádci a udavači a někteří občané byli na základě udání stíháni. Rudá armáda přišla do Lužnice 10. května 1945.
Po roce 1948 bylo i v Lužnici založeno JZD a v následujících letech došlo k sankcím proti některým hospodářům, k zatčení několika občanů a ti byli odsouzeni v politických procesech v roce 1954. Rok 1976 byl pro Lužnici rokem zrušení místního národního výboru. Obec ztratila svou samostatnost a přešla pod působnost střediskové obce Lomnice nad Lužnicí. Po listopadu 1989 bylo přikročeno k jednání o znovuobnovení samostatnosti obce a od  1. července 1990 začal pracovat MNV pod vedením Jiřího Hrocha.

## Přírodní poměry
Do jihozápadní části katastrálního území zasahuje národní přírodní rezervace Velký a Malý Tisý. Severovýchodně od vesnice leží přírodní památka Slepičí vršek.

## Škola
Ve školní kronice je zaznamenáno, že podle ústního podání byla škola v obci již v 18. století. Nejstarší budova se připomíná v čísle 41, pozdější kovárně. Stavba nové školní budovy se v obci uskutečnila v letech 1830–1833, kdy byla vystavěna škola jednotřídní v čísle 48, ta pak rozšířena v roce 1883 na dvoutřídku, když počet dětí přestoupil 111. Do této školy chodily i děti ze sousední obce Přeseka až do roku 1873. Přístavba  druhé třídy stála i s vnitřním zařízením 2 900 zlatých, které byly uhrazeny odprodáním pozemků za mlýnem, ostatní bylo vypůjčeno ze záložny v Třeboni. Prvním známým učitelem byl zde v letech 1805–1843 Josef Píbl, po něm Antonín Blažek až do roku 1855. Roku 1889 byla povolena v Lužnici zimní hospodářská škola pokračovací a v ní se vyučovalo vždy večer až do první světové války.
Nová školní budova byla v zastupitelstvu schválena po dlouhých průtazích v roce 1929. Základní kámen byl položen 5. října 1930. Slavnostně byla nová budova otevřena 28. srpna 1931. V roce 1946 byla při základní škole otevřena jedna třída mateřské školy. Pro nedostatek dětí byla základní škola v červnu 1978 uzavřena a děti začaly dojíždět do Základní školy Lomnice nad Lužnicí. V roce 1991 byl provoz znovu obnoven. Otevření školy předcházelo přípravné období, ve kterém rodiče i ostatní občané připravovali učební prostory. Byla otevřena jedna třída a školní družina, v činnosti pokračovala i mateřská škola. V roce 2003 dostala budova školy novou fasádu.

## Pamětihodnosti
- Kaple sv. Jana Nepomuckého – první nejstarší kaplička v Lužnici byla dřevěná, po jejím zániku byla postavena zcela malá kaplička zděná, zasvěcená sv. Janu Nepomuckému, jehož socha, v životní velikosti, byla umístěna na oltáři. Stála uprostřed návsi. Roku 1875 byla kaplička zbořena a na jejím místě postavena nynější velká kaple, zasvěcená témuž světci. Socha však byla umístěna  na mostě řeky Lužnice, kde je dosud. Na oltář v kapli koupen byl obraz sv. Jana, originál E. E. Weise z Prahy, malovaný na plátně s datem 1875. Ve věži byly umístěny dva  zvony. Malý umíráček sem byl přenesen ze staré kapličky a velký zvon koupený během stavby této kaple. Za druhé světové války při velké spotřebě barevých kovů byly také v Lužnici zvony sňaty za účelem zrekvírování. Když už měly být odevzdány, zjistil místní kovář, že velký zvon je  z ocele a tak úřady odebraly obci pouze zvon umíráček, velký zůstal a upevněn byl znovu na věži. Při tom se vysvětlilo, že když se stavěla kaple a sedláci kupovali zvon, objednali levnější a tím nepřímo zvon zdejší kapli zachránili. Obrazy „Křížová cesta“ byly prodány do kapličky v Přesece za 4 zlaté. Do nové kaple byla zakoupena nová křížová cesta, která je tu dosud. Kaple je po celou dobu majetkem obce a slouží nejen k církevním obřadům, ale i ke konání koncertů.[4]
- Socha svatého Jana Nepomuckého – v životní velikosti, byla umístěna na oltáři ve staré, již zbourané kapličce. Socha poté byla umístěna na mostě řeky Lužnice.[4]
- Zemědělský dvůr Rožmberská bašta
- Bobrovna
- Kovárna na sever od návsi